# ناحیه حدائق
ناحیه حدائق (به عربی: دائرة الحدائق) یک ناحیه در الجزایر است که در استان سکیکده واقع شده‌است. ناحیه حدائق ۲۷۱٫۷۵ کیلومتر مربع مساحت و ۲۳٬۶۰۵ نفر جمعیت دارد.